# Кім Портер
Кімберлі Антвінетт Портер (англ. Kimberly Antwinette Porter; 15 грудня 1970, Колумбуса, Джорджія, США — 15 листопада 2018, Лос-Анджелес, Каліфорнія, США) — американська модель й акторка.

## Кар'єра
Походила з Колумбуса, штат Джорджія. У підлітковому віці почала кар'єру моделі. 1988 року закінчила місцеву школу і щоб продовжити кар'єру переїхала до Атланти, штат Джорджія. Вона знялася в таких фільмах і серіалах, як-от: «Брати» (2001), «Нечесні жорстокі ігри» (2006—2007), «У полі зору» (2006), «Самотні леді» (2011), «Мамо, я хочу співати!» (2012). Портер знялася в кількох музичних відео і працювала адміністратором в Uptown Records після того, як її найняв засновник Андре Гаррелл.
Разом з подругами по коледжу Ніколь Кук-Джонсон й Ебоні Електрою заснувала компанію планування способу життя в Атланті Three Brown Girls. Портер і компанія допомогли розпочати кар'єру співачки Жанель Моне, запросивши її на вечір у форматі відкритого мікрофону і познайомили з представниками музичної індустрії. Моне сказала, що вона «вічно в боргу» перед Портер за віру в неї.

## Особисте життя
Народила сина Квінсі Брауна (1991 р.н.) від співака й автора пісень Al B. Sure! з яким була одружена у 1989 — до кінця 1990 чи 1991 року (згідно з його інтерв'ю 2020 року для Fox Soul). У 1994—2007 роках мала стосунки з репером Шоном Комбзом. У них народився син Крістіан Комбз і дочки-близнючки Джессі та Д'ліла Комбзи. 2023 року Комбз додав пісню-триб'ют Портер «Kim Porter» до свого альбому «The Love Album: Off the Grid», записану за участю Бейбіфейса і Джона Леджента.

## Смерть
Померла 15 листопада 2018 року в Толука-Лейк, Каліфорнія, від крупозної пневмонії після кількох днів «грипоподібних симптомів». У свідоцтві про смерть спочатку не вказали причину смерті. Офіс коронера округу Лос-Анджелес підтвердив 25 січня 2019 року, що Портер померла від крупозної пневмонії. Її похорони в баптистській церкві Каскад-Гіллз у Колумбусі відвідали сотні людей, зокрема Шон Комбз. Її останки поховані в меморіальному парку Евергрін у Колумбусі.

## Фільмографія
| Рік       |   | Українська назва      | Оригінальна назва   | Роль          |
| --------- | - | --------------------- | ------------------- | ------------- |
| 2001      | ф | Брати                 | The Brothers        | Сандра Темп   |
| 2006—2007 | с | Нечесні жорстокі ігри | Wicked Wicked Games | Вайолет Вокер |
| 2006      | ф | У полі зору           | The System Within   | подружка      |
| 2011      | с | Самотні леді          | Single Ladies       | Жасмін        |
| 2011      | ф | Мамо, я хочу співати! | The Sitter          | Тара          |